# Stora Fuletjärnen
Stora Fuletjärnen är en sjö i Härryda kommun i Västergötland och ingår i Göta älvs huvudavrinningsområde.